# ۱۹۰۱

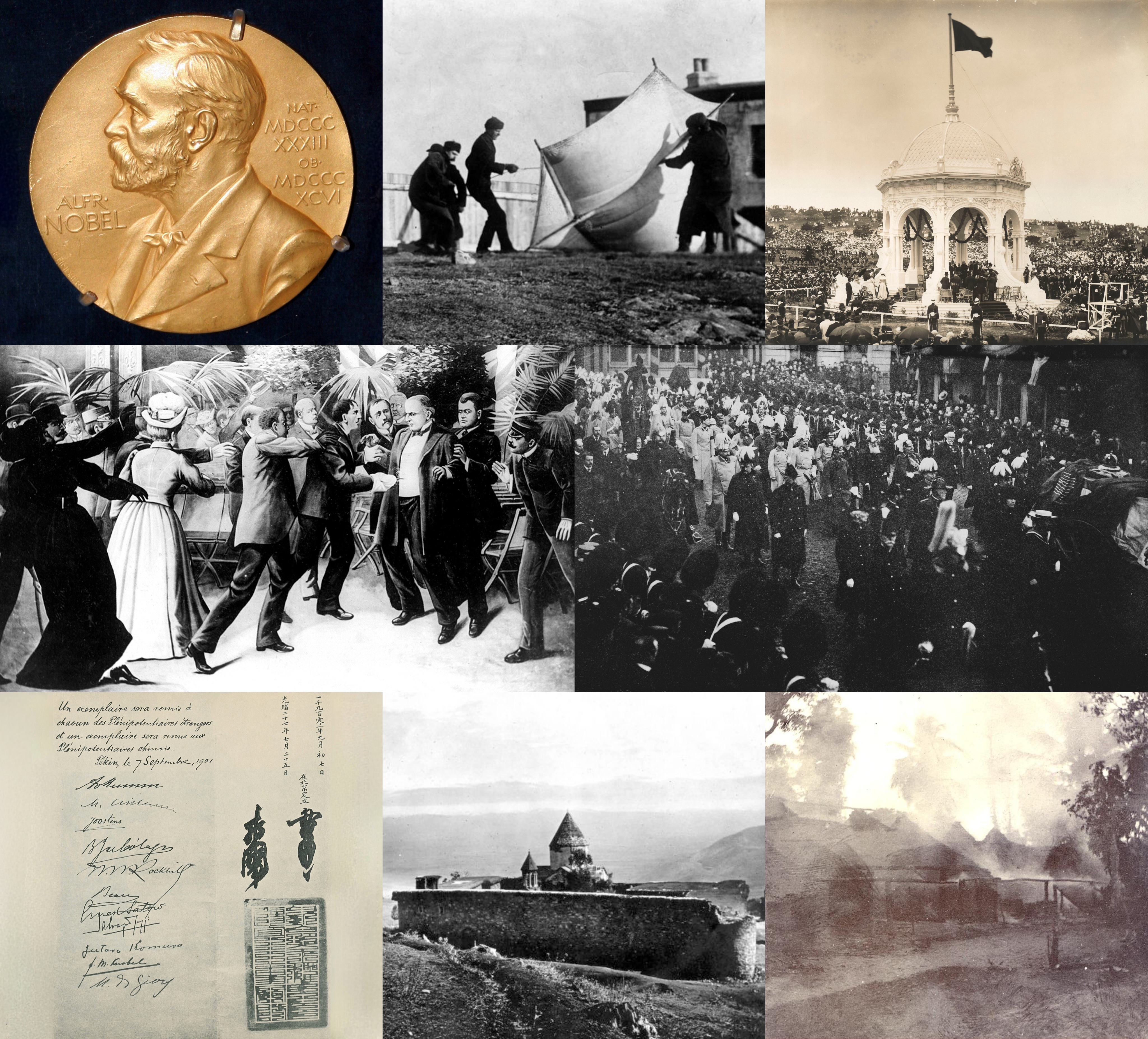
برخی از اتفاقات مهم در سال ۱۹۰۱ میلادی

سال ۱۹۰۱ میلادی (هزار و نهصد و یک، در عددنویسی رومی:MCMI)، نخستین سال از سده بیستم میلادی و همچنین نخستین سال از دهه ۱۹۹۰ میلادی بود.

## رویدادها
- آغاز اولین دوره طبقه‌بندی سیر تکامل هنری پابلو پیکاسو، نقاش اسپانیایی موسوم به دوره آبی

## زادروزها
- ۱ ژانویه - مانوئل ماروتیان، هنرپیشه، نمایش‌نامه‌نویس، شاعر و خاطره‌نویس اهل ارمنستان
- ۳ نوامبر - آندره مالرو، نویسنده، منتقد هنری و سیاست‌مدار فرانسوی (د. ۱۹۷۶)

## درگذشت‌ها
- ۲۲ ژانویه - ویکتوریا، ملکه بریتانیا
- ۶ ژوئیه – شلودویگ، شاهزاده هوهنلوهه-شیلینگسفورست، سیاست‌مدار و دیپلمات آلمانی (ز. ۱۸۱۹)
- ۱۴ سپتامبر – ویلیام مک‌کینلی، سیاست‌مدار آمریکایی